# Arcos de San Juan
Arcos de San Juan är en ort i Mexiko.   Den ligger i kommunen Morelia och delstaten Michoacán de Ocampo, i den södra delen av landet, 230 km väster om huvudstaden Mexico City. Arcos de San Juan ligger 1 956 meter över havet och antalet invånare är 144.
Terrängen runt Arcos de San Juan är huvudsakligen kuperad, men österut är den platt. Runt Arcos de San Juan är det tätbefolkat, med 493 invånare per kvadratkilometer. Närmaste större samhälle är Morelia, 10,7 km öster om Arcos de San Juan. I omgivningarna runt Arcos de San Juan växer huvudsakligen savannskog.